# Bucinna divisalis
Bucinna divisalis är en fjärilsart som beskrevs av Walker 1865. Bucinna divisalis ingår i släktet Bucinna och familjen nattflyn. Inga underarter finns listade i Catalogue of Life.